# Rzeźnik z Mons
Rzeźnik z Mons – pseudonim nadany niezidentyfikowanemu seryjnemu mordercy, który w latach 1996–1997, działał w belgijskim  Mons, a jego ofiarami padło pięć kobiet w wieku 21–43. Sprawca po dokonaniu morderstw ćwiartował zwłoki ofiar. 

## Okoliczności zbrodni
Motywy mordercy nie są znane. Za najbardziej prawdopodobny uznaje się motyw seksualny, ale nie udało się go potwierdzić, ze względu na zaawansowany rozkład odnalezionych fragmentów zwłok. Ofiary mordercy stanowiły kobiety, mające problemy osobiste. Wśród nich znalazły się: dwie samotne matki, prostytutka, zbuntowana nastolatka oraz kobieta lecząca się z depresji. Sprawca poszukiwał swych ofiar w okolicach dworca kolejowego w Mons. Śledczym nie udało się ustalić, czy ofiary zostały porwane, czy odchodziły z mordercą dobrowolnie. Cechą wspólną było to, iż wszystkie ofiary zaginęły w weekend. Nie wiadomo też, jak długo po zniknięciu kobiety były przetrzymywane, nim sprawca pozbawił je życia. 
22 marca 1997 roku policjant patrolujący dzielnicę Cuesmes zauważył kota bawiącego się ludzką ręką, wystającą z worka na śmieci. Nieopodal na poboczu drogi znajdowało się osiem worków na śmieci zawierających fragmenty zwłok trzech kobiet. Następnego dnia, w trakcie przeszukiwania okolicy, policjanci odnaleźli jeszcze jeden worek ze szczątkami. Do połowy kwietnia 1997 na terenie Mons oraz jego okolic zostało odnalezionych łącznie piętnaście worków z łącznie trzydziestoma ośmioma fragmentami zwłok czterech kobiet. Po tych zdarzeniach sprawca dokonał jeszcze jednego morderstwa. 
Ciała ofiar zostały poćwiartowane fachowo, co oznacza, że sprawca jest chirurgiem lub rzeźnikiem. Działał powoli i metodycznie. Mieszkał samotnie lub posiadał kryjówkę, w której dokonywał morderstw i przechowywał zwłoki ofiar. W marcu 1997 roku w jego życiu musiało dojść do jakiegoś wydarzenia, które zmusiło go do wyrzucenia przechowywanych fragmentów zwłok aż czterech ofiar. 

## Ofiary
| Lp. | Ofiara              | Wiek | Data zaginięcia | Odnalezione fragmenty zwłok |
| --- | ------------------- | ---- | --------------- | --------------------------- |
| 1.  | Carmelina Russo     | 42   | 4 stycznia 1996 | Korpus                      |
| 2.  | Martine Bohn        | 43   | 21 lipca 1996   | Korpus                      |
| 3.  | Jacqueline Leclercq | 33   | 22 grudnia 1996 | Ręce i nogi                 |
| 4.  | Nathalie Godart     | 21   | 16 marca 1997   | Głowa, korpus i nogi        |
| 5.  | Begonia Valencia    | 37   | Lipiec 1997     | Głowa                       |

## Podejrzani
W trakcie śledztwa wytypowano trzech podejrzanych, jednak żadnemu nigdy nie postawiono zarzutów morderstwa kobiet z Monsa: 
- Jacques Antoine – lekarz ze Strasburga. W 2010 roku syn mężczyzny wysłał listy na policję oraz do prokuratury w Mons, w których dzielił się swoimi podejrzeniami, że jego ojciec jest „Rzeźnikiem z Mons”. Miał on często przebywać w okolicach miasta w latach 90. Antoine był też karany za napaść na kobietę.
- Leopold Bogaert – mężczyzna, który przyznał się, że znał osobiście dwie z pięciu zamordowanych kobiet. Ponadto często przebywał na dworcu kolejowym w Mons, gdzie morderca miał poznawać swe ofiary. W 2018 roku Bogaert i jego konkubina zostali skazani na karę więzienia za fizyczne znęcanie się nad czterema osobami.
- Smail Tulja – obywatel Jugosławii, który w 1990 roku zamordował w Nowym Jorku swoją żonę, a jej zwłoki poćwiartował i włożył do dwóch walizek. Po morderstwie Tulja zbiegł do Europy. Dopiero w 2007 roku został aresztowany przez Interpol w Czarnogórze. Kraj ten nie posiadał wówczas umowy o ekstradycję ze Stanami Zjednoczonymi, przez co był sądzony w Czarnogórze i otrzymał wyrok 12 lat więzienia. Uważa się, że Tulja mógł przebywać na terenie Belgii w okresie działania „Rzeźnika z Mons”, czego nigdy nie udowodniono. Belgijscy śledczy zwrócili uwagę, że mężczyzna poćwiartował zwłoki swojej ofiary. Tulja zmarł w czarnogórskim więzieniu w 2012 roku.